# Taras Senkiv
Taras Senkiv OM (* 3. července 1960, Bilobožnyca) je ukrajinský řeckokatolický duchovní, eparcha stryjský.